# Pleschutz
Der Pleschutz, auch Pleschutzkogel genannt, ist ein 1225 m ü. A. hoher Berg im Guttaringer Bergland, das einen Teil der Gurktaler Alpen darstellt.
Der Berggipfel befindet sich im Gemeindegebiet von Althofen; die nördlichen Ausläufer des Berges reichen in die Gemeindegebiete von Micheldorf und Guttaring.

## Namenkundliches
Der Bergname ist als Plazzschutzz 1371 erstmals urkundlich bezeugt.
Die im 19. Jahrhundert belegten Formen Plaschitz und Pleschitz wurden im Laufe des 20. Jahrhunderts durch die heutige Form Pleschutz verdrängt.
Der Name selbst leitet sich wohl vom slawischen Wort pleš als Bezeichnung einer kahlen, also baumlosen Stelle ab.

## Bergbau
Gegenüber von Hirt liegt ein Knappenloch genannter Stollen, in dem im 16. Jahrhundert Bleiglanz abgebaut wurde.
Für das Jahr 1568 ist der Abbau von Gold bezeugt.